# Серединний трикутник

Червоний трикутник — серединний трикутник для чорного трикутника. Вершини червоного трикутника є серединами сторін чорного трикутника.

Серединний трикутник :стор.18 (додатковий трикутник) — трикутник {\displaystyle \triangle M_{A}M_{B}M_{C}}, вершинами якого є середини сторін даного базового трикутника {\displaystyle \triangle ABC}.
Сторони серединного трикутника є середніми лініями {\displaystyle \triangle ABC}.
Є окремим випадком серединного багатокутника при кількости сторін багатокутника {\displaystyle n=3}.

## Властивості

M: центр описаного кола △ABC, ортоцентр △DEF
N: центр вписаного кола △ABC, точка Нагеля △DEF
S: центроїд △ABC та △DEF

- Серединний трикутник {\displaystyle \triangle M_{A}M_{B}M_{C}} є образом даного початкового трикутника {\displaystyle \triangle ABC} при гомотетії з центром у центроїді та коефіцієнтом {\displaystyle k=-{\frac {1}{2}}}. 
Таким чином, серединний трикутник подібний до початкового і має той самий центроїд і ті самі медіани, що й початковий трикутник {\displaystyle \triangle ABC}. Довжини сторін серединногоо трикутника вдвічі менші за довжини сторін початкового трикутника {\displaystyle \triangle ABC}.[2]
- Периметр серединного трикутника {\displaystyle \triangle M_{A}M_{B}M_{C}} дорівнює півпериметру трикутника {\displaystyle \triangle ABC}, а його площа дорівнює чверті площі трикутника {\displaystyle \triangle ABC}. [3] :стор.177
- Чотири трикутники, на які розділяється початковий трикутник {\displaystyle \triangle ABC} сторонами його серединного трикутника {\displaystyle \triangle M_{A}M_{B}M_{C}}, рівні за трьома сторонами, тому їхні площі рівні.
Через це іноді «серединними» називають одразу всі чотири, рівні між собою, внутрішні трикутники, одержані з початкового трикутника проведенням у ньому трьох середніх ліній (у термінології серединним називають тільки один з них — центральний).
- Ортоцентр серединного трикутника {\displaystyle \triangle M_{A}M_{B}M_{C}} збігається з центром описаного кола даного трикутника {\displaystyle \triangle ABC}, що доводить належність центра описаного кола, центроїда й ортоцентра одній прямій — прямій Ейлера.
- Серединний трикутник є подерним трикутником центра описаного кола трикутника відносно трикутника {\displaystyle \triangle ABC}.
- Коло дев'яти точок трикутника {\displaystyle \triangle ABC} є описаним для його серединного трикутника {\displaystyle \triangle M_{A}M_{B}M_{C}}, а тому центр кола дев'яти точок {\displaystyle \triangle ABC} є центром кола, описаного навколо серединного трикутника

{\displaystyle \triangle M_{A}M_{B}M_{C}}. 
- Точка Нагеля серединного трикутника є центром вписаного кола початкового трикутника {\displaystyle \triangle ABC}. [4]:стоp.161,Теор.337
- Серединний трикутник конгруентний до трикутника, вершинами якого є середини відрізків, що з'єднують ортоцентр і вершини початкового трикутника {\displaystyle \triangle ABC}.[4]:стор.103,#206;стор.108,#1
- Центр вписаного кола трикутника {\displaystyle \triangle ABC} лежить всередині його серединного трикутника {\displaystyle \triangle M_{A}M_{B}M_{C}}.[5]:стор.233, лемма 1

Точка всередині трикутника є центром вписаного у трикутник еліпса тоді й тільки тоді, коли ця точка лежить усередині серединного трикутника. :стоp.139
- Серединний трикутник є єдиним вписаним трикутником, для якого жоден із трьох інших трикутників не має площу, меншу за площу цього трикутника. [7]:стоp. 137
- Центр кола, вписаного в серединний трикутник даного трикутника {\displaystyle \triangle ABC}, є центром мас периметра трикутника {\displaystyle \triangle ABC} (центром Шпікера);[8] :стор.19 
Тобто цей центр є центром мас однорідної дротяної фігури, що відповідає трикутнику {\displaystyle \triangle ABC}.

## Координати
Нехай {\displaystyle a=\left|BC\right|}, {\displaystyle b=\left|CA\right|}, {\displaystyle c=\left|AB\right|} - довжини сторін трикутника {\displaystyle \triangle ABC}. Тоді трилінійні координати вершин серединного трикутника задаються формулами:
{\displaystyle {\begin{cases}X=\left(0;{\frac {1}{b}};{\frac {1}{c}}\right)\\Y=\left({\frac {1}{a}};0;{\frac {1}{c}}\right)\\Z=\left({\frac {1}{a}};{\frac {1}{b}};0\right)\end{cases}}}

## Антисерединний трикутник
Якщо {\displaystyle \triangle XYZ} — серединний трикутник для {\displaystyle \triangle ABC}, то {\displaystyle \triangle ABC} є антисерединним трикутником для {\displaystyle \triangle XYZ}. Антисерединний трикутник для {\displaystyle \triangle ABC} утворюється трьома прямими, паралельними сторонам {\displaystyle \triangle ABC} — паралельно AB через точку C, паралельно AC через точку B і паралельно BC через точку A.
Трикутні координати вершин антисерединного трикутника {\displaystyle \triangle X'Y'Z'} задаються формулами:
{\displaystyle {\begin{cases}X'=\left(-{\frac {1}{a}};{\frac {1}{b}};{\frac {1}{c}}\right)\\Y'=\left({\frac {1}{a}};-{\frac {1}{b}};{\frac {1}{c}}\right)\\Z'=\left({\frac {1}{a}};{\frac {1}{b}};-{\frac {1}{c}}\right)\end{cases}}}